# Luminans

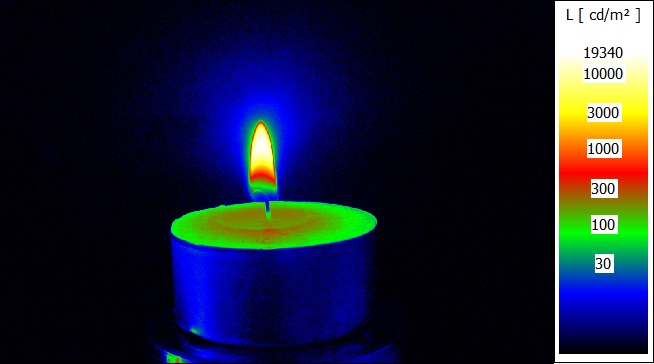
Avbildning av ett värmeljus där luminans visas med falska färger. Stapeln till höger visar sambandet mellan färger och luminansnivåer (cd/m^{2}).

Luminans är en  fotometrisk storhet, mätt i enheten candela per kvadratmeter. Storheten syftar på det ljus som i en viss riktning strålar ut från en viss yta och definieras av standarden ISO 31. Beteckningen är L, (Lv), och enheten förkortas cd/m².
En CGS-enhet för luminans är stilb (sb), där 1sb=104 cd/m2 .

## Annan betydelse
Begreppet "ljusstyrka" eller "luminans" används inom videotekniken som en informell benämning för den svartvita delen i en videosignal (värdet Y i signalen Y/C). Dessa synonyma begrepp motsvarar inte de olika fotometriska begreppen med samma namn. Jämför även krominans, som relaterar till färgdelen i videosignalen.